# Brandpunt (optica)
Het brandpunt of de focus van een lens of holle of bolle spiegel is:
- Bij een bolle lens en een holle spiegel: het punt waar evenwijdig aan de optische as invallende lichtstralen na breking door de lens dan wel reflectie door de spiegel samenkomen.
- Bij een holle lens en een bolle spiegel: het virtuele punt waarin evenwijdig aan de optische as invallende lichtstralen na breking dan wel reflectie hun oorsprong lijken te hebben.

Bij een parabolische spiegel is dit in beide gevallen het meetkundige brandpunt van de parabool.
De afstand tussen de lens en het brandpunt heet de brandpuntsafstand (ook wel brandpuntafstand). Deze brandpuntsafstand is in de eerste plaats afhankelijk van de sterkte of bolling van de lens of spiegel en daarnaast bij lenzen ook nog eens van de brekingsindex van het lensmateriaal. Bij lenzen is de brekingsindex – en daardoor ook de brandpuntsfstand – verschillend voor verschillende golflengten van het licht. Dit verschijnsel heet dispersie en is de oorzaak van de zogenaamde chromatische aberratie.
Bij spiegels is de brekingsindex altijd gelijk aan -1, onafhankelijk van de golflengte. Hier treedt dus geen dispersie op, en spiegels zijn dan ook vrij van chromatische aberratie. Het minteken geeft aan dat de stralen hier weerkaatst worden, dus de andere kant op gaan.
In nevenstaande afbeelding is F het brandpunt en f de brandpuntsafstand.
Voor meer informatie verwijzen wij u naar een of meer van de volgende onderwerpen:
- Lens (optica), over enkelvoudige lenzen en hoe zij afbeeldingen vormen;
- Objectief (optica), over objectieven, als belangrijke representant van zogenaamde samengestelde lenzen;
- Spiegel (optica), over (onder meer) holle spiegels;
- Bril, voor toepassing van lenzen ter correctie van bepaalde oogafwijkingen;
- Brekingsindex, over het verschijnsel dat lichtstralen gebroken worden aan grensvlakken tussen verschillende materialen;
- Wet van Snellius, over de fysische achtergrond van lichtbreking in het algemeen.